# Ľudovít Benada
Ľudovít Benada, křestním jménem Štefan (23. nebo 28. srpna 1899 Mikulčice – 13. června 1973 Bratislava), byl slovenský a československý politik za Komunistickou stranu Slovenska, poslanec Prozatímního Národního shromáždění, v 50. a 60. letech poslanec Slovenské národní rady a po delší období i její předseda.

## Biografie
Jeho otec byl železničním dělníkem. Narodil se na východní Moravě, ale trvale politicky působil na Slovensku. Patřil mezi zakládající členy KSČ. Byl aktivní jako organizátor dělnického hnutí a stávek. V letech 1929–1931 byl tajemníkem krajského (oblastního) výboru KSČ v Banské Bystrici. V roce 1931 v době radikalizace KSČ a zostřených represí státní moci proti komunistům dočasně odešel do Sovětského svazu. Do Československa se vrátil v roce 1938.
Během tzv. slovenského štátu se podílel na odboji a na Slovenském národním povstání. Podle jiného zdroje byl v letech 1941–1945 vězněn pro své politické aktivity při organizování ilegálních struktur KSS.
V letech 1945–1946 byl poslancem Prozatímního Národního shromáždění za KSS (respektive KSČ). Poslancem byl do roku 1946, do parlamentních voleb v roce 1946. Na základě výsledků parlamentních voleb roku 1946 byl zvolen do Slovenské národní rady.
Na počátku 50. let patřil k nejvlivnějším Slovákům ve vedení KSČ. Náležel ke skupině stalinisticky a centralisticky orientovaných slovenských funkcionářů. V období let 1951–1953 byl jediným Slovákem, jenž zasedal v komisi stranické kontroly, která sloužila jako vnitrostranický bezpečnostní orgán (podle jiného zdroje byl členem této komise od listopadu 1948 do srpna 1952). Byl rovněž členem předsednictva ÚV KSS a od roku 1954 politického byra ÚV KSS. 6. května 1953 usedl do zvláštní komise komunistické strany, která měla přezkoumat obvinění Gustáva Husáka z takzvaného buržoazního nacionalismu. Komise ale nijak nezvrátila směřování k politickému procesu s Husákem. Když byl roku 1956 propuštěn z vězení za dobré chování Laco Novomeský, další neprávem uvězněný slovenský komunista, nechal se slyšet, že jeho pronásledování bylo účelové s cílem, aby v mocenské struktuře mohli vyniknout lidé jako Ľudovít Benada, Štefan Major nebo Karol Bacílek. Členem Ústředního výboru KSS byl od roku 1945 až do roku 1968. V letech 1953–1964 byl členem předsednictva ÚV KSS a od roku 1952 do roku 1953 tajemníkem ÚV KSS.
Celostátní konference KSČ ho 18. prosince 1952 zvolila kandidátem Ústředního výboru Komunistické strany Československa. Řádným členem ÚV KSČ ho zvolil XI. sjezd KSČ a XII. sjezd KSČ.
I po únoru trvale zasedal v Slovenské národní radě. Mandát v ní získal ve volbách roku 1948,, volbách roku 1960 a volbách roku 1964. Poslancem SNR byl až do roku 1971. V letech 1958–1964 působil na postu předsedy Slovenské národní rady.
Od počátku roku 1957 do 23. června 1958 vykonával funkci pověřence státní kontroly v 12. Sboru pověřenců.
V roce 1945 mu byl udělen Řád Slovenského národního povstání a Československý válečný kříž 1939. V roce 1955 pak Řád republiky. Roku 1959 získal i Řád Klementa Gottwalda.
Zemřel v červnu 1973.